# ラマケラトプス
ラマケラトプス (学名 Lamaceratops 「ラマの角の顔」の意)は、モンゴルの後期白亜紀から知られる角竜類の恐竜の一つ。外モンゴルのネメグト盆地のクルサン地区で発見された。本種の化石の独自性は疑わしく、その特徴はバガケラトプスと一致する。

## 分類
ラマケラトプスは、およそ6500万年前に終焉を迎えた白亜紀の間に北米およびアジアで繁栄した、オウムのようなくちばしを持つ草食恐竜のグループである角竜類に属していた。

## 食性
ラマケラトプスは他の角竜類のように草食動物であった。白亜紀の間、被子植物は"見られる場所が地理的に限られ"、そしてこの恐竜がこの時代の優勢な植物を餌とした可能性が高い。シダ、ソテツや針葉樹がそれである。角竜類はこれらの葉を齧り取るために鋭いくちばしを持っていたと思われる。